# Hôtel de la Caisse d'épargne de Marseille
L’hôtel de la Caisse d’épargne est un bâtiment du début du XXe siècle situé à Marseille, en France.

## Situation et accès
L’édifice est situé sur la place Estrangin-Pastré, dans le quartier Palais-de-Justice, au nord du 6e arrondissement de Marseille, et plus largement au sud-est du département des Bouches-du-Rhône.

## Histoire

### Inauguration
La cérémonie d’inauguration a lieu le 20 juillet 1904, à 10 h. Les directeurs et administrateurs se réunissent dans le grand hall. Eugène Rostand prononce, après la lecture d’un télégramme confraternel de la Caisse d’épargne de Bologne et plusieurs lettres d’excuses, un long discours.